# Henriette Catherine de Joyeuse

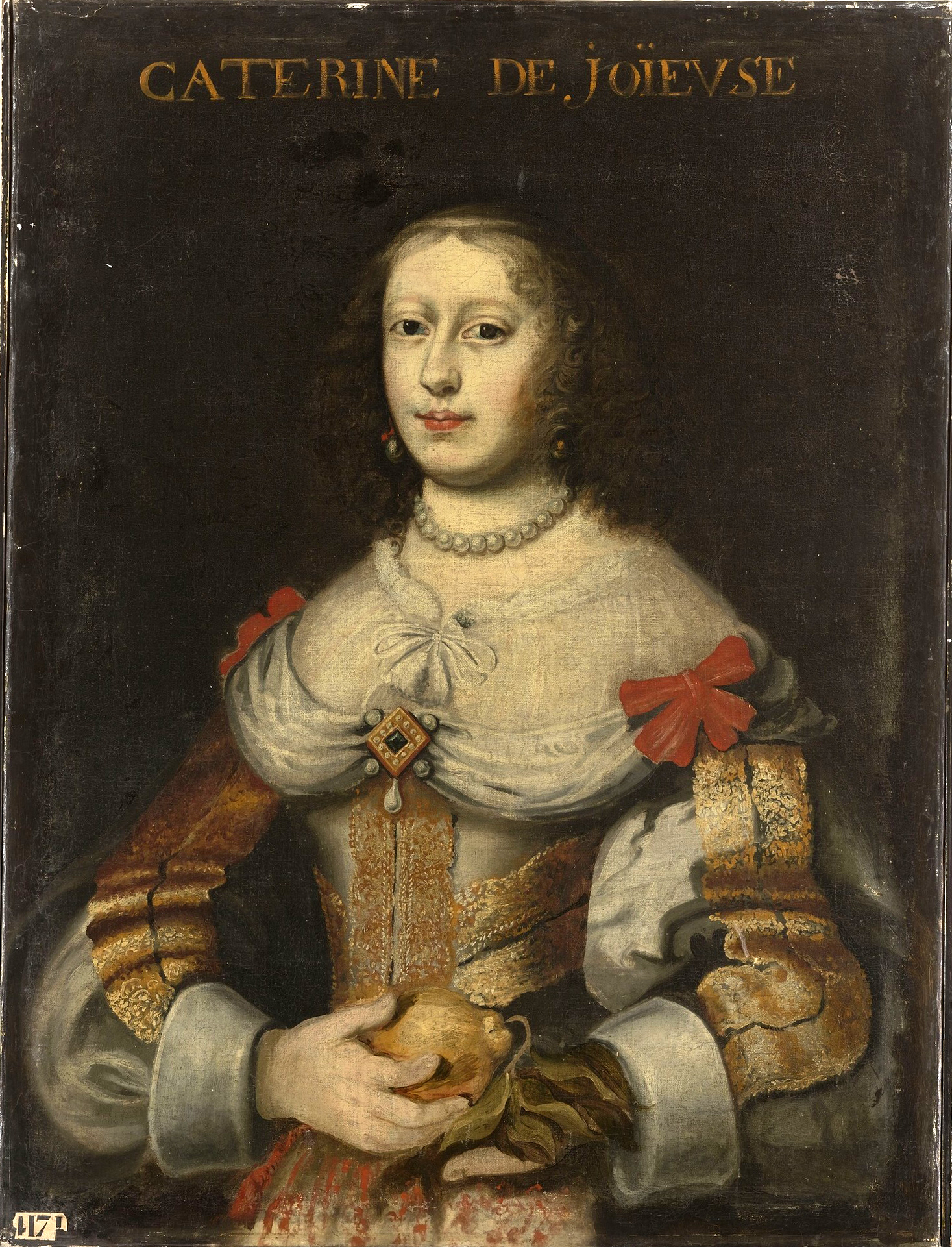
Henriette Catherine de Joyeuse

Henriette Catherine de Joyeuse (* 8. Januar 1585 im Louvre, Paris; † 25. Februar 1656) war die Tochter von Henri de Joyeuse und Catherine Nogaret de La Valette.

## Leben
Henriette Catherine de Joyeuse wurde am 8. Januar 1585 im Louvre als Tochter von Henri de Joyeuse, Comte du Bouchage, und Catherine Nogaret de la Valette, der Schwester des Herzogs von Épernon, geboren. Henriette war von 1608 bis 1647 Herzogin von Joyeuse und von 1641 bis 1654 Fürstin von Joinville.
Nachdem ihre Mutter verstorben und ihr Vater in den Kapuzinerorden eingetreten war, lebte sie bei ihrer Großmutter väterlicherseits, Marie de Batarnay. Nach deren Tod 1595 nahm sich Henriettes Vater wieder ihrer an. 1597 heiratete sie Henri de Bourbon, Duc de Montpensier. Der Ehe entstammte eine Tochter, Marie, die am 15. Oktober 1605 in Gaillon in der Normandie geboren wurde. Nachdem sie 1608 Witwe geworden war, heiratete Henriette am 5. Januar 1611 Charles de Lorraine, 4. Duc de Guise. Sie hatten gemeinsam 11 Kinder. Henriette Catherine war die Großmutter von Anne Marie Louise d’Orléans, der Grande Mademoiselle.
Wenngleich sie ein frommes Leben führte, der königlichen Familie nahestand und Freundin Maria de Médicis war, musste Henriette Catherine im März 1635 ihrem Mann infolge der Intrigen gegen Kardinal Richelieu ins Exil nach Florenz folgen. Sie blieb dort bis zum Tod Charles’ im September 1640.
Nach ihrer Rückkehr nach Frankreich widmete sich Henriette Catherine der Nächstenliebe und frommen Werken. Sie starb am 25. Februar 1656 im Alter von 71 Jahren und wurde in der Kirche des Pariser Kapuzinerklosters begraben. Im Zuge von Arbeiten wurde ihr Sarg um 1854 in der Rue de la Paix zutage gebracht.

## Nachkommen
Henriette Catherine hatte aus ihrer ersten Ehe mit Henri de Bourbon eine Tochter:
- Marie de Bourbon, Duchesse de Montpensier (* 15. Oktober 1605; † 4. Juni 1627)

Aus ihrer zweiten Ehe mit Charles de Lorraine hatte sie 11 Kinder:
- François de Lorraine (* 3. April 1612; † 7. Dezember 1639), Fürst von Joinville
- Zwillinge (* 4. März 1613; † 19. März 1613), die sehr schwach waren und am gleichen Tag starben
- Henri de Lorraine, Duc de Guise (* 4. April 1614; † 2. Juni 1664), Erzbischof von Reims

- Marie de Lorraine, Duchesse de Guise (* 5. August 1615; † 3. März 1688)
- Tochter, genannt Mademoiselle de Joinville (* 4. März 1617; † 18. Januar 1618), die gesund geboren worden war, sich aber im Winter 1617 erkältete und kurz darauf starb
- Charles-Louis de Lorraine (* 15. Juli 1618; † 15. März 1637)
- Françoise Renée de Lorraine (* 10. Januar 1621; † 4. Dezember 1682), Äbtissin von Montmartre
- Louis de Lorraine (* 11. Januar 1622; † 27. September 1654), Duc de Joyeuse und d’Angoulême, Grand chambellan de France.
- Roger de Lorraine (* 21. März 1624; † 6. September 1653).
- Françoise de Lorraine (* 1627; † 1682), Äbtissin von Saint-Pierre de Reims